# Акстелл (Канзас)
Акстелл (англ. Axtell) — місто (англ. city) в США, в окрузі Маршалл штату Канзас. Населення — 399 осіб (2020).

## Географія
Акстелл розташований за координатами 39°52′17″ пн. ш. 96°15′25″ зх. д. / 39.87139° пн. ш. 96.25694° зх. д. (39.871258, -96.256896).  За даними Бюро перепису населення США в 2010 році місто мало площу 1,34 км², з яких 1,33 км² — суходіл та 0,01 км² — водойми.

## Демографія
Згідно з переписом 2010 року, у місті мешкало 406 осіб у 178 домогосподарствах у складі 111 родини. Густота населення становила 304 особи/км².  Було 194 помешкання (145/км²).
Расовий склад населення:
| - 96,8 % — білих |

До двох чи більше рас належало 3,2 %. Частка іспаномовних становила 0,0 % від усіх жителів.
За віковим діапазоном населення розподілялося таким чином: 25,1 % — особи молодші 18 років, 51,7 % — особи у віці 18—64 років, 23,2 % — особи у віці 65 років та старші. Медіана віку мешканця становила 43,0 року. На 100 осіб жіночої статі у місті припадало 107,1 чоловіків;  на 100 жінок у віці від 18 років та старших — 100,0 чоловіків також старших 18 років.
Середній дохід на одне домашнє господарство  становив 59 674 долари США (медіана — 53 125), а середній дохід на одну сім'ю — 72 881 долар (медіана — 73 750). Медіана доходів становила 41 635 доларів для чоловіків та 29 688 доларів для жінок. За межею бідності перебувало 4,0 % осіб, у тому числі 4,9 % дітей у віці до 18 років та 1,3 % осіб у віці 65 років та старших.
Цивільне працевлаштоване населення становило 234 особи. Основні галузі зайнятості: виробництво — 22,6 %, освіта, охорона здоров'я та соціальна допомога — 22,2 %, роздрібна торгівля — 14,5 %, будівництво — 9,4 %.